# Trujillo, Colombia
Trujillo är en kommun i Colombia.   Den ligger i departementet Valle del Cauca, i den centrala delen av landet, 250 km väster om huvudstaden Bogotá. Antalet invånare är 18 667. Arean är 221 kvadratkilometer.
Terrängen i Trujillo är kuperad österut, men västerut är den bergig.